# Rosanna Davison
Rosanna Diana Davison (ur. 17 kwietnia 1984 w Dublinie) – irlandzka fotomodelka. Zdobywczyni tytułów Miss Ireland i Miss World 2003. Córka muzyka i piosenkarza Chrisa de Burgha.